# Launceston Castle
Launceston Castle er en middelalderfæstning i byen Launceston i Cornwall i England. Den blev sandsynligvis opført af Robert, der blev greve af Mortain i 1068, og bestod af jordvolde og en fæstning i træ med en stor motte i det ene hjørne. Launceston Castle blev det administrative centrum for det nye jarldømmet Cornwall, hvor et stort samfund blev samlet inden for murene af baileyen. Den blev genopført i sten i 1100-tallet og herefter udbygget meget af Richard af Cornwall efter 1227, med et højt tårn, der gjorde det muligt at kigge ud over landområdet omkring slottet. Da Richards søn, Edmund, arvede fæstningen, flyttede han jarldømmets administration til Lostwithiel. Det igangsatte borgens forfald. I 1337 blev fæstningen beskrevet som ruin, og blev hovedsageligt brugt som fængsel.
I 1549 blev borgen erobret af oprørerne i bønnebogsoprøret og blev holdt af kavalererne under den engelske borgerkrig i 1600-tallet. Mod slutningen af krigen fjernede de store mængder byggemateriale fra borgen, og den blev gjort ubeboelig. Der blev opført et lille fængsel midt i baileyen, der også blev brugt som henrettelsessted. Borgen blev med tiden countiets fængsel, men det blev kraftigt kritiseret for dårlige faciliteter og behandlinger af fangerne. I 1842 var de sidste fanger flyttet til Bodmin Gaol, og stedet blev lukket. Borgen og jorden blev udlagt til park af hertugen af Northumberland. Under anden verdenskrig blev det brugt som base for soldater fra United States Army og senere for Air Ministry. Ministeriet forlod borgen i 1956, og stedet blev genåbnet for besøgende.
I 2000-tallet er Launceston ejet af hertugdømmet Cornwall og drevet af English Heritage som turistattraktion. Meget af borgen er fortsat intakt: motten, keepet og det høje tårn med udsigt over en tidligere dyrepark. Portbygningen og dele af ringmuren eksisterer også, og arkæologer har fundet fundamenter fra bygninger på baileyen fx den store hal.